# Агридженто
Агридже́нто (итал. Agrigento, сиц. Girgenti, Giurgenti, Agrigentu) — город в итальянской области Сицилия, административный центр одноимённой провинции. Древние названия города: Акра́гас, Акрага́нт (греч. Ακράγας ή Ακράγαντας) или Агриге́нтум (лат. Agrigentum). 
Население коммуны, на 01.01.2024 года, составляет 55 367 человек, плотность населения ─ 229,19 чел./км². Коммуна занимает площадь 241,57 км².
Покровителем города почитается святой Калогер Сицилийский, празднование 18 июня.
Агридженто был провозглашён «Культурной столицей Италии» в 2025 году.

## История
Акрагант был основан как колония родосцами из Гелы в 581 или 582 году до н. э. Через 14 лет после его основания Акрагантом овладел Фаларис, который 16 лет правил им как жестокий тиран. Благодаря естественным богатствам местности и торговле, особенно развившейся в правление тирана Ферона (около 488—472), прославленного Пиндаром, Акрагант сделался одним из значительнейших городов древнего мира, четвертым по численности из эллинских после Сиракуз, Александрии и Антиохии.
Впоследствии Акрагант пользовался свободным государственным устройством, главным образом благодаря родившемуся здесь философу Эмпедоклу. В 406 году до н. э. его осадили карфагеняне под командованием Ганнибала (не путать с Ганнибалом Барка, воевавшим с Римом). Гарнизоном командовал спартанец Дексипп. В самом начале осады от эпидемии в карфагенском лагере умер Ганнибал, которого заменил его двоюродный брат Гимилькон. Пришедшая на выручку 35-тысячная сиракузская армия под командованием Дафнея вступила с карфагенянами в сражение под стенами города и сумела захватить один из лагерей. Однако вскоре начались раздоры в гарнизоне. Иностранные наемники покинули его. За ними после восьмимесячной осады ушли и горожане.
Карфагеняне сразу после этого захватили и разрушили Акрагант, который, хотя и был восстановлен Тимолеоном (340), но прежнего своего блеска вернуть уже не смог. Около 309 года до н. э. тиранию пытался установить Акротат, сын Клеомена II царя Спарты. Около 305 года до н. э. город ненадолго вошёл в состав Сицилийской державы Агафокла. После смерти Агафокла, около 289 года до н. э. известен тиран Финтий. Акрагант оставался, впрочем, значительным городом и под владычеством Рима, к которому был присоединен в 262 году до н. э. на правах союзника, причём сохранил свою конституцию и внутренние учреждения. Жители его славились своим гостеприимством и остроумием. В 262 году до н. э. во время Пунической войны город был главной базой новой армии наёмников Карфагена.

## Современный период
Агридженто был выбран культурной столицей Италии на 2025 год. С 18 января 2025 года в городе начнутся в соответствии с этим различные мероприятия. Планируются совместные выставки с Египетским музеем Турина и музеями Ватикана, другие культурные инициативы. 

## Достопримечательности
Обширная археологическая зона Агридженто ещё не подвергалась систематическим раскопкам и состоит под охраной как памятник Всемирного наследия. Иные древнегреческие храмы не имеют себе равных по сохранности, во всяком случае за пределами самой Греции. Совершенно разрушен колоссальный храм Зевса Олимпийского, начатый тираном Героном в ознаменование своей победы над финикийцами в битве при Гимере (480 год до н. э.), но так никогда и не достроенный. 
Более крупных дорических храмов (111 м в длину, 56 м в ширину) антиковедам на сегодняшний момент неизвестно. 
В более поздней застройке доминирует барокко.

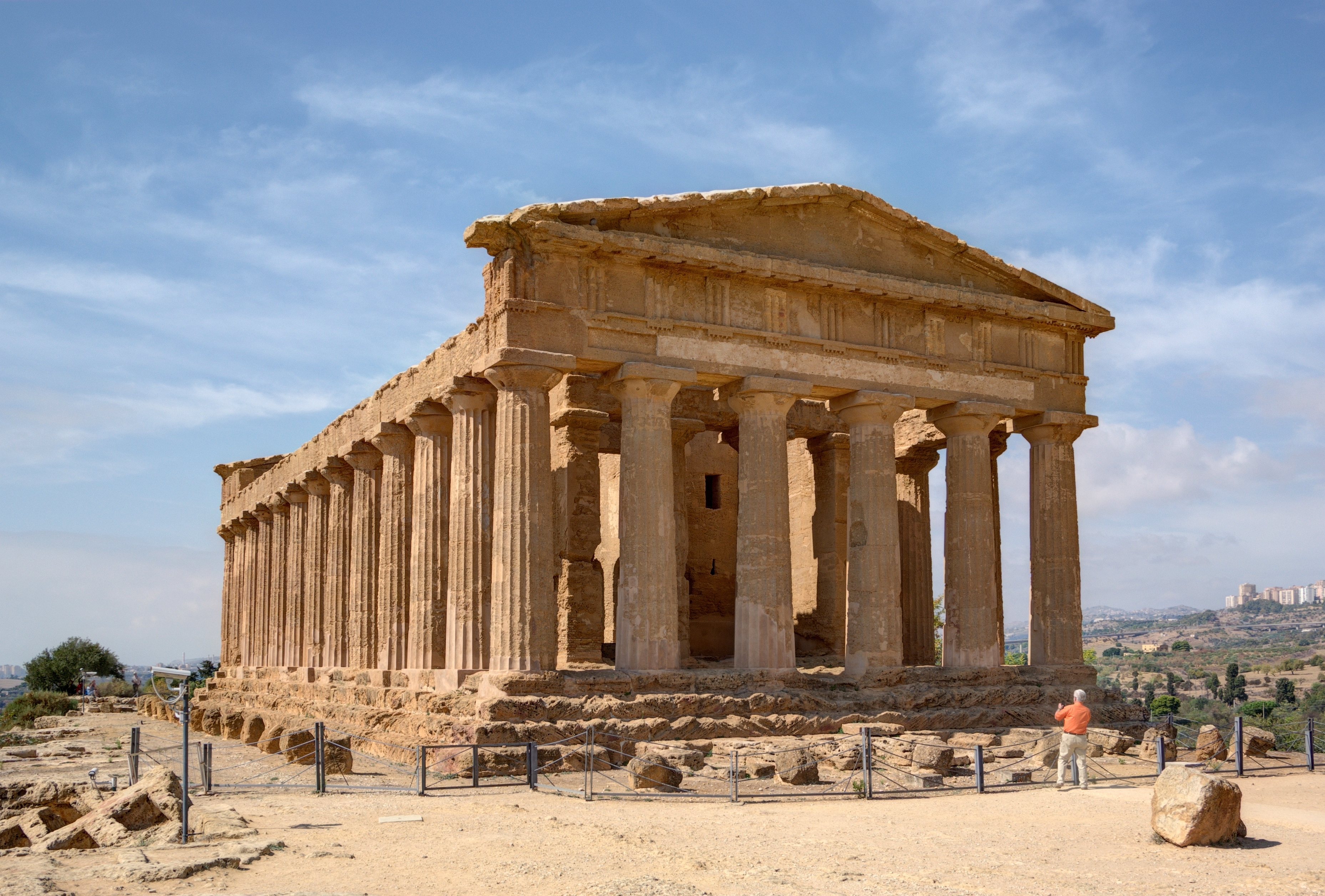
Храм Согласия мало изменился с V века до н. э.
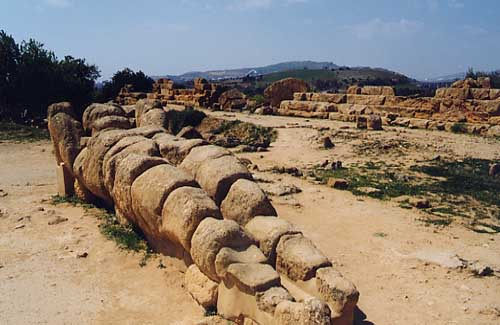
От храма Зевса сохранилась гигантская фигура атланта.
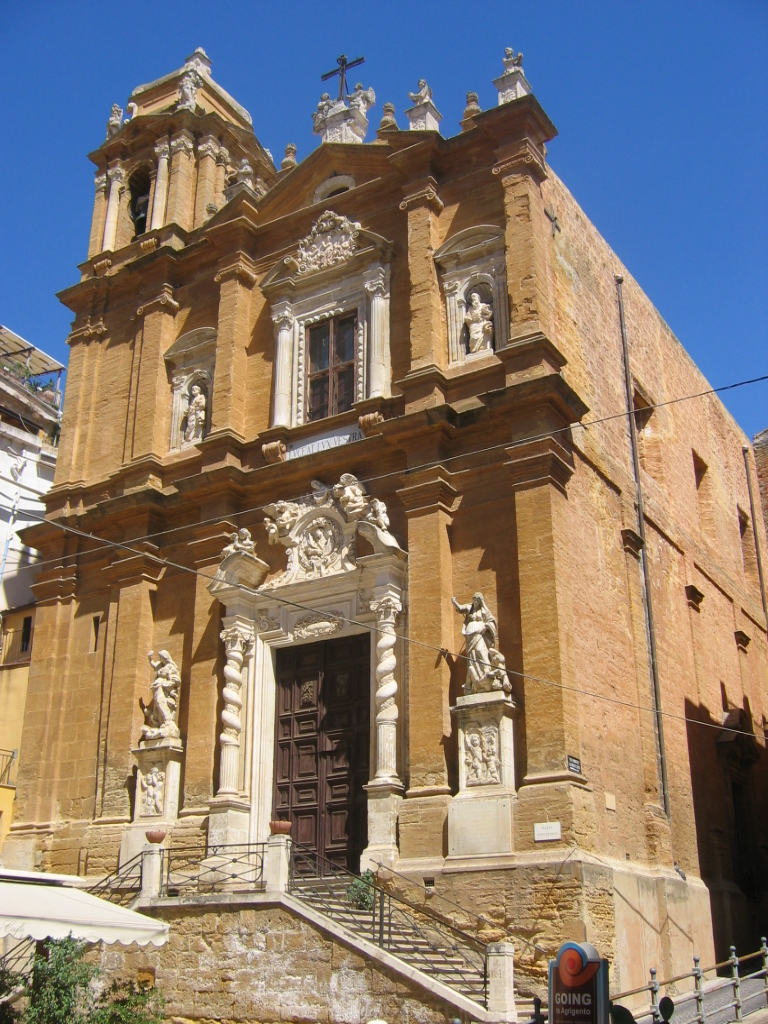
Барочная церковь св. Лаврентия.
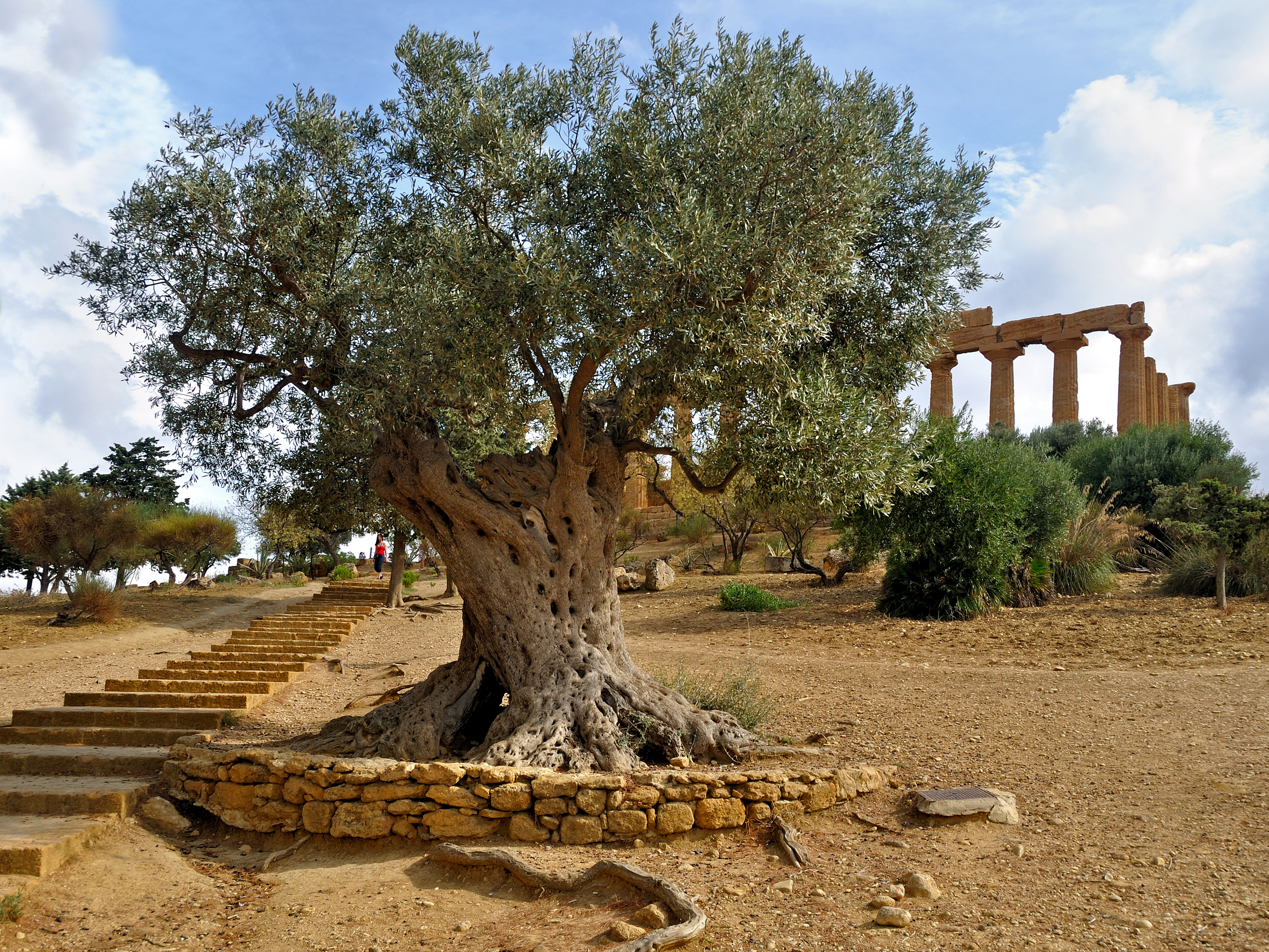
Олива около храма Геры